# Рамальо, Родриго
Родриго Луис Рамальо Корнехо (исп. Rodrigo Luis Ramallo Cornejo; родился 14 октября 1990 года, Санта-Крус-де-ла-Сьерра, Боливия) — боливийский футболист, нападающий клуба «Стронгест» и сборной Боливии.
Отец Родриго — Луис, известный боливийский футболист, участник чемпионата мира 1994 года.

## Клубная карьера
Рамальо — воспитанник клуба «Стронгест». 4 сентября 2010 года в матче против «Хорхе Вильстерманн» он дебютировал в чемпионате Боливии. В этом же поединке Родриго забил свой первый гол за команду. Несмотря на столь яркий дебют Рамальо не сразу заслужил доверие тренера и только в своём третьем сезоне стал постоянно выходить в основе. Вместе со «Стронгестом» он дважды подряд стал чемпионом Боливии.
Летом 2013 года Родриго перешёл в «Хорхе Вильстерманн». 4 августа в матче против «Реал Потоси» он дебютировал за новый клуб. Рамальо вновь забил свой первый гол за команду уже в первом поединке. В составе «Вильстерманна» он ярко проявил себя, забив 17 мячей в 40 матчах.
Летом 2014 года Родриго вернулся в родной «Стронгест». 18 февраля 2015 года Рамальо забил гол в матче Кубка Либертадорес против бразильского клуба «Интернасьонал».

## Международная карьера
15 августа 2013 года в товарищеском матче против сборной Венесуэлы Рамальо дебютировал за сборную Боливии. 12 ноября 2015 года в отборочном матче чемпионата мира 2018 против сборной Венесуэлы Родриго сделал «дубль», забив свои первые голы за национальную команду.
В 2016 году в составе сборной Рамальо принял участие в Кубке Америки в США. На турнире он сыграл в матчах против команд Панамы и Чили.

### Голы за сборную Боливии
| #   | Дата           | Место                          | Противник | Счёт | Результат | Соревнование                |
| --- | -------------- | ------------------------------ | --------- | ---- | --------- | --------------------------- |
| 01. | 12 ноября 2015 | Эрнандо Силес, Ла-Пас, Боливия | Венесуэла | 1:0  | 4:2       | Отборочный турнир к ЧМ-2018 |
| 02. | 12 ноября 2015 | Эрнандо Силес, Ла-Пас, Боливия | Венесуэла | 3:1  | 4:2       | Отборочный турнир к ЧМ-2018 |

## Достижения
- Чемпион Боливии (4): Апертура 2011, Клаусура 2012, Апертура 2012, Клаусура 2018